# IBM Personal Computer/AT

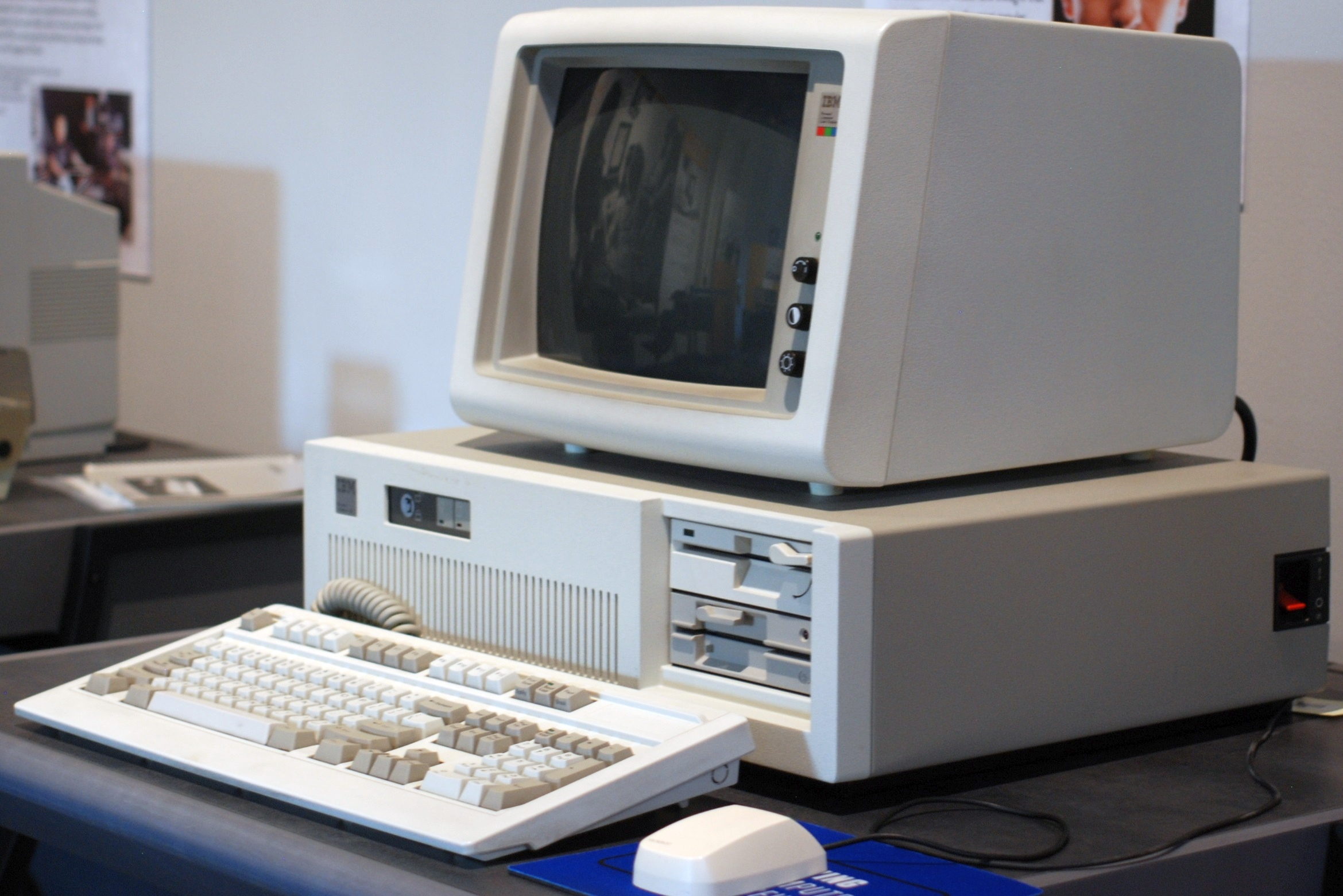
IBM PC/AT (Typ 5170)

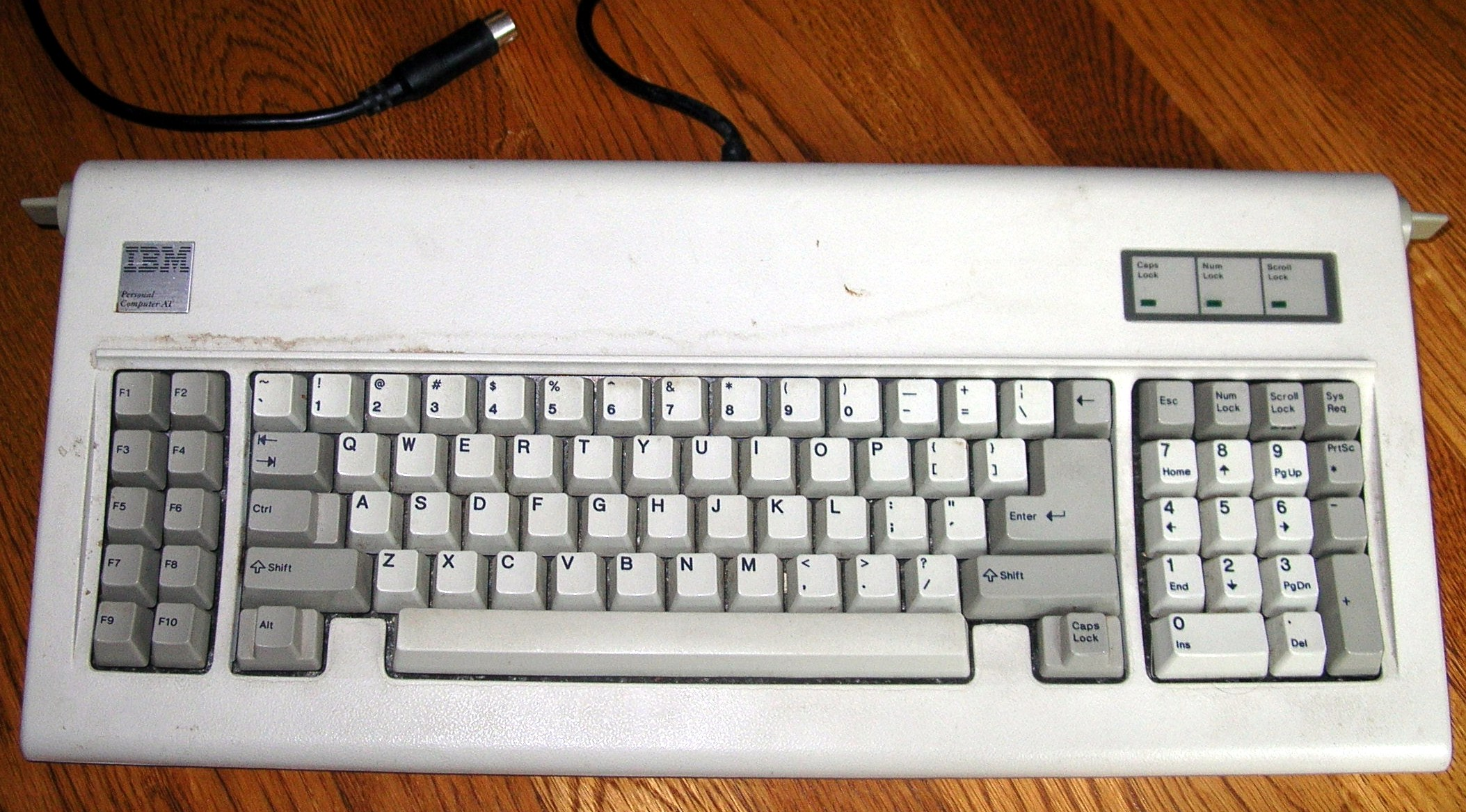
IBM AT-Tastatur mit 10 Funktionstasten links

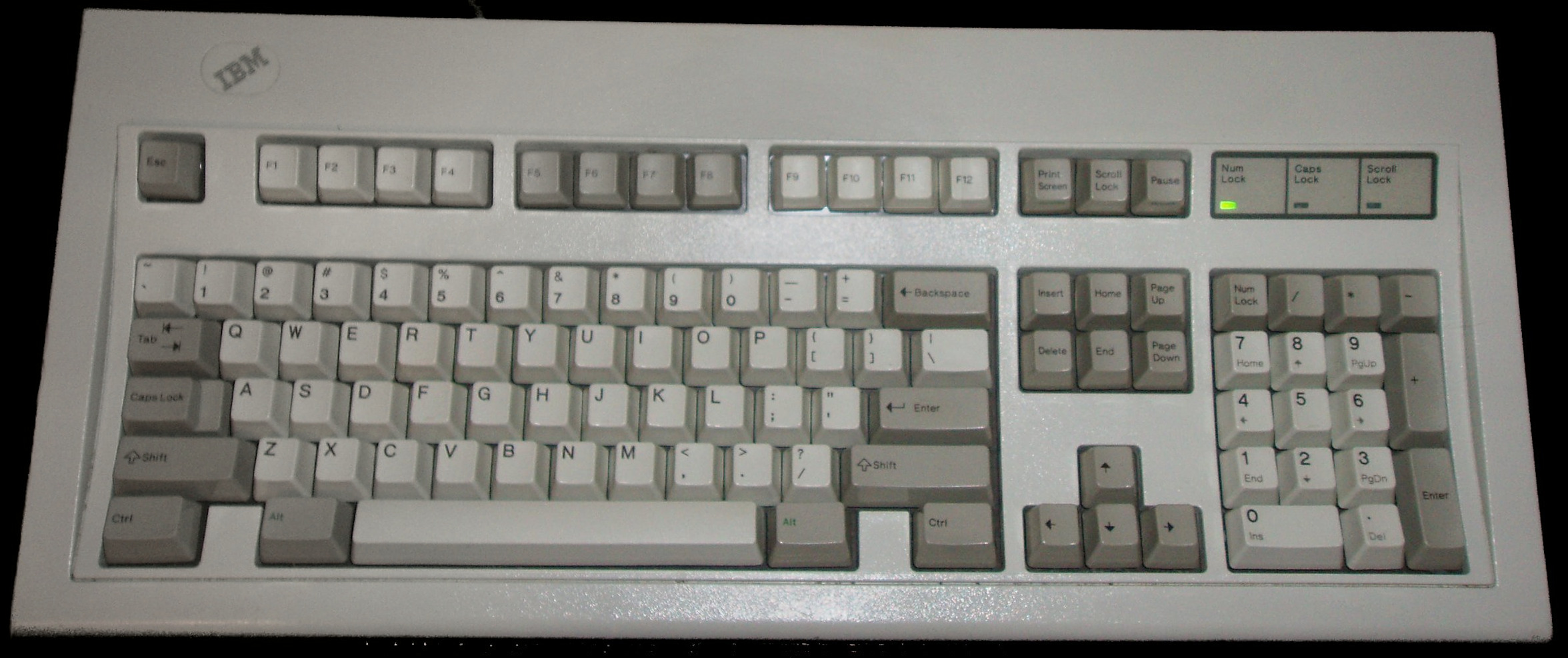
IBM Model M, ab 1985. Führte das Enhanced-101-Tastaturlayout ein, welches in geringen Abweichungen (z. B. hinzufügen von Windowstasten) bis heute im PC-Bereich populär ist.

Der IBM Personal Computer/AT (Typ 5170) oder einfach nur IBM AT (für Advanced Technology) oder PC/AT bzw. PC AT ist die dritte Generation von PCs aus dem Hause IBM. Er war der Nachfolger des PC XT und des originalen IBM Personal Computer. Wie auch seine Vorgänger waren es Systeme mit x86-Prozessor, damals noch eine 16-Bit-Architektur. Das System wurde am 14. August 1984 als Modell 5170 mit integrierter Festplatte und 6-MHz-CPU der Öffentlichkeit vorgestellt. Im Unterschied zu seinen beiden Vorgänger-Serien IBM PC und IBM PC XT, die mit dem 8088 beide eine reduzierte 8086-Variante nutzten, verwendete IBM mit der 80286-Architektur von Intel erstmals eine vollständige 16-Bit-Architektur und PC DOS 3.0, das eigens für den AT entwickelt worden war. Der PC/AT verfügte über zahlreiche Neuerungen: Der Hauptprozessor unterstützt nun einen geschützten Betriebsmodus, bekannt als Protected Mode, der neue Systembus des PC/AT (später als ISA-Bus bezeichnet) ist nun vollständige 16-Bit breit und erstmals ist ein nichtflüchtiges CMOS-RAM integriert. Viele dieser Konzepte wurden für den 1986 erschienenen PC XT 286 übernommen.
Der Formfaktor AT war für lange Zeit Standard für Mainboards und Gehäuse, egal ob es sich um einen IBM PC oder einem kompatiblen Nachbau handelte. Das AT-Format wurde erst um die Jahrtausendwende durch das von Intel 1996 lizenzierte ATX-Format ersetzt bzw. an die heutigen Anforderungen angepasst. Das AT in ATA/ATAPI beziehungsweise Serial ATA bezieht sich auf den PC/AT.

## Technik
Der AT verwendete als Prozessor den 80286 von Intel mit anfangs 6 MHz und später 8 MHz, der über den neuen Protected Mode den direkten Speicherzugriff auf bis zu 16 MB ermöglicht. Im nun als Real Mode bezeichneten Modus verhält sich der Prozessor abwärtskompatibel zum 8086/8088 des IBM PC und PC XT. PC-kompatibles DOS blieb vorerst auf den Real Mode und der sich daraus ergebenden Limitierung auf 640 KiB beschränkt. Ein Nachfolge-Betriebssystem von PC DOS für den 16-Bit-Protected-Mode des 80286 wurde erst nachträglich mit OS/2 1.x entwickelt. (Spätere DOS-Versionen können mit weiteren Speichertypen umgehen, und DOS-Extender ermöglichen die eingeschränkte Nutzung des Protected Mode durch einzelne Programme. Software-seitig war dafür jedoch oft, wie bei OS/2 ab Version 2.x, der bereits 1985 erschienene 80386 Voraussetzung.)
Die meisten anderen Hauptplatinen-Komponenten blieben die gleichen wie im Vorgängermodell IBM PC XT. Allerdings wurden jeweils zwei Interrupt- und DMA-Controller eingesetzt, statt nur je einem wie im XT. Dadurch stieg die Anzahl der Steckkarten, die konfliktfrei gleichzeitig betrieben werden konnten.
Die Tastatur des AT bot im Wesentlichen drei Neuerungen: einen vom Rest der Tastatur deutlich abgesetzten Cursortasten/Zehnerblock, drei Leuchtdioden (LED), die den aktuellen Zustand der drei Umschalttasten Feststelltaste, Num-Taste und Rollen-Taste anzeigten sowie die neue Systemabfrage-Taste (international SysRq, deutsch S-Abf beschriftet). Dieses AT-Tastaturlayout wurde dann bei IBM im Jahr 1987 durch die MF-II-Tastatur mit vom Zehnerblock abgetrennten Cursortasten ersetzt, andere Hersteller folgten etwas später. Die AT-Tastatur besaß zwar den gleichen 5-pol. DIN-Stecker, war aber elektrisch nicht kompatibel zur XT-Tastatur, u. a. da sie ganz andere Scancodes benutzte und zudem nun bidirektional arbeitete, um die Zustands-LEDs ansteuern zu können. PC-kompatible Tastaturen anderer Hersteller besaßen vom Baujahr 1984 bis ca. 1990 oft einen XT-/AT-Modusumschalter auf der Unterseite.
Eine weitere Neuerung war der 16-Bit breite Systembus. Er benutzte den damals neu definierten 16-Bit-ISA-Bus und hob sich somit von der bisherigen XT-Architektur ab. Da IBM den Steckplatz einfach um einige Kontakte verlängerte, blieb der neue Bus logisch, elektrisch und mechanisch abwärtskompatibel und ermöglichte so auch den Betrieb der bisherigen 8-Bit-Karten.
Ebenfalls neu war das überarbeitete, flachere (nur halbe Bauhöhe, d. h. 1¾ Zoll) und anfangs sehr unzuverlässige 5¼″-Diskettenlaufwerk, erstmals mit hoher Kapazität (HD 1,2 MB), aber zugleich bedingt abwärtskompatibel zum alten 160/320- bzw. 180/360-kB-Standard.
Neu waren auch die batteriegepufferte Uhr und das CMOS-RAM, erstmals konnten Konfigurationen direkt auf der Hauptplatine batteriegepuffert abgespeichert werden. Hiervon wurde vor allem bei der Konfiguration der Festplatten (CHS-Einstellung im BIOS-Setup) Gebrauch gemacht. Sie konnten nun ihre Geometriedaten permanent abspeichern, was die Festplatten-Controller einfacher und preisgünstiger machte. Versagte allerdings die Pufferbatterie, war in Konsequenz neben fehlender Uhrzeit (wie bisher) auch der Festplattenzugriff gestört. Diese Zugriffsinformationen sind unbedingt erforderlich, müssen aber manuell eingegeben werden, weil damalige Festplatten selbst keinerlei Auskunft über ihre Größe und Geometrie geben konnten, aber die Ansteuerung direkt, analog zur Plattenmechanik per CHS-Adressierung über Spuren, Köpfe und Sektoren erfolgt. Das Produkt aus Spuren, Köpfen und Sektoren gibt beim Starten des Systems Auskunft über die eingesetzte Plattengröße. Aus Kompatibilitätsgründen gab es diese Tabellen auch später noch, jedoch werden bei heutigen Platten die Sektoren einfach linear über das Logical Block Addressing (LBA) adressiert. Modernere BIOS-Varianten können die Festplattengröße automatisch ermitteln und modernere Festplatten können ihre Daten per standardisierter Abfrage an das System melden.
Der AT legte außerdem den Grundstein für fast alle nachfolgenden PC-AT-Klone anderer Hersteller, die als AT-kompatibel oder auch nur als IBM-kompatibel bezeichnet wurden. Selbst die bis in die 2000er und 2010er Jahre als PC bekannten Rechner sind zumindest softwareseitig noch AT-kompatibel.

## Geschichte
Wie alle IBM PCs wurde auch der AT ursprünglich zu recht hohen Preisen verkauft. Da IBM kein Monopol auf die verwendeten Komponenten hatte (mit Ausnahme des BIOS), konnte Compaq, in Zusammenarbeit mit Microsoft, die das Betriebssystem Compaq-DOS (eine OEM-Variante von MS-DOS) lieferten, bereits 1983 den ersten zum IBM PC kompatiblen Computer auf den Markt bringen. Da Microsoft das Betriebssystem PC DOS nicht exklusiv für IBM entwickelt hatte und vertraglich auch nicht weiter gebunden war, lizenzierte man das fast identische MS-DOS frei an beliebige Kunden und Hersteller. Diese Chance ergriffen weltweit, und besonders in Asien, zahlreiche Hersteller. Beim AT wollte IBM nun gegensteuern und versuchte, sich nach der Markteinführung des IBM PC/AT auch den Begriff AT schützen zu lassen. Da dies nicht gelang, nutzten bald alle Hersteller den Begriff AT als Standard für PCs mit 80286 oder schnelleren Prozessoren, die mit einem PC-kompatiblen DOS als Betriebssystem (hauptsächlich MS-DOS) ausgeliefert wurden. Auch Intel veröffentlichte schon 1985 eine eigene AT-Hauptplatine (engl. motherboard) mitsamt Gehäuse und Netzteil, das neben dem originalen IBM PC/AT für viele Nachbauer, bis auf das letzte Schräubchen, als Vorlage diente. Vor allem in Südostasien schufen Unternehmen zahlreiche Nachbauten. Der sich so entwickelnde Markt führte durch den Konkurrenzkampf zu sinkenden Preisen und verstärkter Innovation.
Ab 1987 verabschiedete sich IBM vom AT-Standard und versuchte in einem zweiten Anlauf, mit den für die damalige Zeit technisch sehr hoch entwickelten PS/2-Systemen und dem Betriebssystem OS/2 wieder die Marktführerschaft zurückzuerlangen. Hierzu versuchte man bei IBM, mit proprietären Konzepten (u. a. die Micro Channel Architecture und OS/2) den Markt besser gegen Mitbewerber abzuschotten, allerdings zulasten der eigenen Kompatibilität. Die Konkurrenz unter Führung von Compaq, die bereits ein System auf Basis des i386 einen AT-386 – der damals noch mit den alten ISA-Steckplätzen versehen war – im Angebot hatte, rebellierte. Gemeinsam entwickelten Hersteller wie Compaq, HP, Intel und Microsoft konkurrierende Konzepte und herstellerübergreifende Hardware- und Softwarestandards (z. B. EISA oder Windows) und konnten mit ihrer Marktmacht diese – im Gegensatz zu IBM – auch als Industriestandards durchsetzen. IBM vermochte seine PS/2-Modelle nur mit mäßigem Erfolg zu etablieren. In Konsequenz verschwand der überteuerte sowie inkompatible Micro Channel 1995 mit den letzten PS/2-Systemen vollständig vom Markt.